# 콜벨

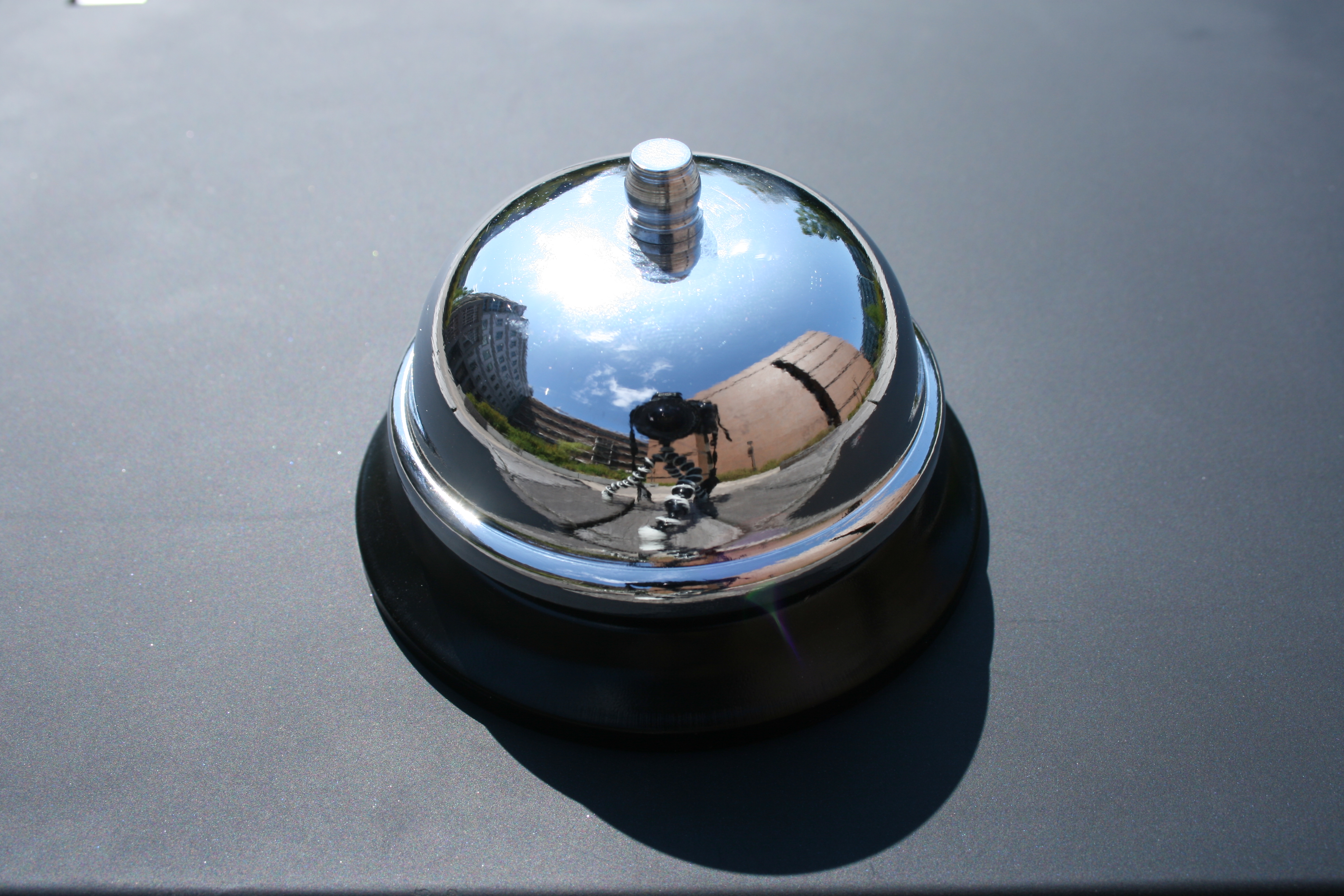
전형적인 형태의 콜벨

콜벨(call bell), 또는 알림종은 호출용 종이다.

## 사용
식당에서 호출, 알림용으로 사용되고 할리갈리 게임에서도 사용된다.